# Barrilete (relojería)

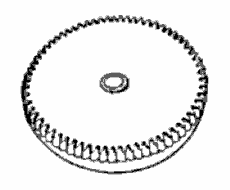
Barrilete de avance en un réloj

De uso en relojes mecánicos, el barrilete es un tambor o caja cilíndrica de metal cerrada mediante una tapa, rodeada por un anillo dentado, donde se aloja el muelle en espiral denominado muelle real o cuerda, el cual proporciona la energía que alimenta al mecanismo de relojería. El barrilete gira en torno a un árbol (eje). El muelle real se sujeta al barrilete por el extremo exterior de su espira y al árbol por su extremo interior. El barrilete engrana con el primer piñón del tren de ruedas del reloj, normalmente la rueda central. Los barriletes giran lentamente; su frecuencia de giro es de una vuelta cada 8 horas. Este diseño permite tensar el muelle (al girar el árbol) sin interrumpir el flujo de energía del muelle que da marcha al mecanismo.

## Tipos de barriletes
- Barrilete sencillo:  i.e. sin dientes, empleado en relojes de husillo.  Una cadena, o cordón, se enrolla alrededor del barrilete sencillo y lo conecta al husillo.

- Barillete de avance o de cuerda: forma utilizada en relojes modernos, se tensa al girar el árbol y da marcha al reloj a través de un anillo de dientes que se sitúan a su alrededor.  Esto permite que el muelle real siga alimentando el movimiento del reloj mientras se le 'da cuerda'. Inventado por Jean-Antoine Lépine.

- Barrilete colgante: una versión del barrilete de avance que para ahorrar espacio se sostiene en la maquinaría solamente a través de su parte superior.

- Barrilete motor o de seguridad: utilizado en relojes de bolsillo alrededor de 1900, una variante inversa del barrilete de avance en la cual el muelle real se tensa al girar el barrilete y activa la maquinaría a través del árbol central. Con este sistema se pretende evitar que, en caso de rotura del muelle, la fuerza destructiva del desenrollado súbito alcance al frágil tren de ruedas.

- Datos: Q1400397